# Molntärnarna
Molntärnarna är varandra näraliggande sjöar i Askersunds kommun i Närke och ingår i Motala ströms huvudavrinningsområde
- Molntärnarna (Lerbäcks socken, Närke, 653927-146282), sjö i Askersunds kommun, 58°58′25″N 15°09′32″Ö / 58.9735°N 15.1588°Ö (0,1 ha)
- Molntärnarna (Lerbäcks socken, Närke, 653933-146275), sjö i Askersunds kommun, 58°58′27″N 15°09′27″Ö / 58.9741°N 15.1576°Ö (0,2 ha)